# 3. deild Wysp Owczych (1999)
W roku 1999 odbyła się 23. edycja 3. deild Wysp Owczych – trzeciej ligi piłki nożnej Wysp Owczych. W rozgrywkach brało udział 10 klubów z całego archipelagu. Klub z pierwszego miejsca awansował do 2. deild. W sezonie 1999 był to: B36 II Tórshavn, drugi zaś musiał rozegrać baraż o awans do ligi wyższej. B68 II Toftir przegrał dwumecz z KÍ II Klaksvík i pozostał w 3. deild. Klub z ostatniego miejsca spadał do 4. deild, a w roku 1999 był to KÍ III Klaksvík. Przedostatni klub uzyskiwał prawo do gry w barażach, które GÍ III Gøta przegrał z AB Argir.

## Uczestnicy
| Uczestnicy 3. deild Wysp Owczych 1998                                                                         | Uczestnicy 3. deild Wysp Owczych 1998 | Uczestnicy 3. deild Wysp Owczych 1998 | Uczestnicy 3. deild Wysp Owczych 1998 |
| --- | ------------------------------------- | ------------------------------------- | ------------------------------------- |
| GÍIII | GÍ III Gøta                           | 2                                     |                                       |
| B68 II | B68 II Toftir                         | 3                                     |                                       |
| ÍF II | ÍF II Fuglafjørður                    | 4                                     |                                       |
| VB II | VB II Vágur                           | 5                                     |                                       |
| FSVII | FS II Vágar                           | 7                                     |                                       |
| B71II | B71 II Sandoy                         | 8                                     |                                       |
| HBIII | HB III Tórshavn                       | 9                                     |                                       |
| KÍ III | KÍ III Klaksvík                       | 10                                    |                                       |
| Spadek z 2. deild Wysp Owczych 1998                                                                           |                                       |                                       |                                       |
| B36II | B36 II Tórshavn                       | 10                                    |                                       |
| Awans z 4. deild Wysp Owczych 1998                                                                            |                                       |                                       |                                       |
| TB II | TB II Tvøroyri                        |                                       |                                       |
| Oznaczenia: - kolumna pierwsza – skróty nazw drużyn, - kolumna trzecia – miejsce zajęte w poprzednim sezonie. |                                       |                                       |                                       |

## Tabela ligowa
| Lp. | Drużyna                 | M  | Z  | R | P  | Bramki | Bramki | Różn. | Pkt | Uwagi              |
| --- | ----------------------- | -- | -- | - | -- | ------ | ------ | ----- | --- | ------------------ |
| 1   | B36 II Tórshavn (M) (A) | 18 | 17 | 0 | 1  | 114    | 33     | +81   | 51  | Awans do 2. deild  |
| 2   | B68 II Toftir           | 18 | 14 | 2 | 2  | 66     | 25     | +41   | 44  | Baraże o 2. deild  |
| 3   | ÍF II Fuglafjørður      | 18 | 12 | 1 | 5  | 74     | 38     | +36   | 37  |                    |
| 4   | B71 II Sandoy           | 18 | 9  | 0 | 9  | 53     | 46     | +7    | 27  |                    |
| 5   | FS II Vágar             | 18 | 7  | 2 | 9  | 34     | 59     | −25   | 23  |                    |
| 6   | VB II Vágur             | 18 | 7  | 1 | 10 | 33     | 51     | −18   | 22  |                    |
| 7   | TB II Tvøroyri          | 18 | 7  | 0 | 11 | 45     | 77     | −32   | 21  |                    |
| 8   | KÍ III Klaksvík         | 18 | 6  | 0 | 12 | 58     | 84     | −26   | 18  |                    |
| 9   | GÍ III Gøta (S)         | 18 | 5  | 2 | 11 | 52     | 58     | −6    | 17  | Baraże o 3. deild  |
| 10  | HB III Tórshavn (S)     | 18 | 2  | 0 | 16 | 33     | 91     | −58   | 6   | Spadek do 4. deild |

### Baraże o 3. deild
| Drużyna 1                            | Wynik dwumeczu | Drużyna 2 | Pierwszy mecz | Drugi mecz |
| ------------------------------------ | -------------- | --------- | ------------- | ---------- |
| GÍ III Gøta                          | 2-5            | AB Argir  | 1:1           | 1:4        |
| Po lewej gospodarz pierwszego meczu. |                |           |               |            |

| 6 października 1999  | GÍ III Gøta             | 1:1   | AB Argir              |                                                           |
|                      | Heini Heinason 77' (k.) | (0:0) | 85' Svend Eli Poulsen | Sarpugerði, Norðragøta Sędzia: Eiler Rasmussen (Skála ÍF) |
| Tummas Magnussen 18' | 83' Eyðun Dalsgarð      | (0:0) |                       | Sarpugerði, Norðragøta Sędzia: Eiler Rasmussen (Skála ÍF) |

| 10 października 1999                          | AB Argir                                                                                      | 4:1   | GÍ III Gøta             |                                                              |
|                                               | Magnus Hentze 24' · Svenning Hansen 45' (k.) · Sigurð Justinussen 57' · Bárður Johannesen 72' | (2:0) | 86' (k.) Heini Heinason | Skansi Arena, Argir Sędzia: Jákup Martin Kjeld (NSÍ Runavík) |
| Bárður Johannesen 39' · Svend Eli Poulsen 65' |                                                                                               | (2:0) |                         | Skansi Arena, Argir Sędzia: Jákup Martin Kjeld (NSÍ Runavík) |

AB Argir w wyniku meczów barażowych dostał się do drugiej ligi.